# Safe & Sound
"Safe & Sound" é uma canção da cantora e compositora estadunidense Taylor Swift, gravada para a trilha sonora do filme The Hunger Games. Foi escrita pela própria juntamente com T-Bone Burnett, Joy Williams e John Paul White, sendo que esses dois últimos constituem o The Civil Wars, que é creditado como artista participante. O início da composição se deu após o produtor Burnett ser contratado pelo estúdio cinematográfico Lionsgate, para escrever e produzir músicas da então futura produção, The Hunger Games. Sendo assim, ele convidou diversos artistas para cantar as músicas da trilha sonora, entre eles Taylor Swift. A intérprete aceitou o pedido do produtor, e se reuniu em um estúdio com ele e com os membros do The Civil Wars. Para a parte lírica, a Lionsgate pediu que Swift escrevesse uma música que interpretasse o ponto de vista de Katniss Everdeen, a protagonista de seu filme. Segundo a própria, a composição durou apenas duas horas, e escrever sobre o ponto de vista de outra pessoa foi mais relaxante, pois são intensas para ela as composições que falam sobre si e seus relacionamentos. A faixa foi lançada como o primeiro single da trilha sonora em 23 de dezembro de 2011.
A canção recebeu comentários bastante favoráveis da crítica especializada, com muitos observando um tom sombrio e maduro da artista, e uma semelhança da melodia com o enredo principal de The Hunger Games. Foi indicada para duas categorias do Grammy Awards, vencendo a de Best Song Written for Visual Media. "Safe & Sound" também obteve êxito comercial nos Estados Unidos, vendendo em apenas dois dias 136 mil downloads pagos no país, sendo posteriormente certificada com o disco de platina pela Recording Industry Association of America (RIAA) devido às vendas de mais de um milhão de cópias em território estadunidense; entretanto, em outras regiões, como Austrália, Bélgica e Reino Unido, o desempenho foi mais moderado.
Seu vídeo musical acompanhante foi dirigido por Philip Andelman, e gravado em Watertown, no Tennessee. A trama mostra Swift caminhando em uma floresta fria, usando apenas uma camisola branca e descalça. Durante o trajeto, são incluídos diversos simbolismos referentes a The Hunger Games, como árvores pegando fogo e um broche de mockingjay. Esses simbolismos foram incluídos a pedido de Swift e do The Civil Wars, que afirmaram ser fãs do livro, mas não o inseriram de forma tão evidente para evitar confundir os espectadores que não estão familiarizados com a história. Para o lançamento, a artista fechou um acordo com a Viacom, a fim de que o vídeo fosse divulgado em 13 de fevereiro de 2012 nas filiais da MTV e da VH1 ao redor do mundo; a expectativa foi que mais de 600 milhões de pessoas pudessem acompanhar a estreia da produção.

## Antecedentes
Em 2011, o estúdio Lionsgate entrou em contato com o produtor T-Bone Burnett, pedindo que ele escrevesse e produzisse músicas para a trilha sonora de seu então futuro projeto, The Hunger Games, uma adaptação cinematográfica do romance de mesmo nome da escritora Suzanne Collins. Ao assinar o contrato com a empresa, Burnett convidou diversos artistas para a interpretação das canções, entre eles Taylor Swift. A cantora aceitou o pedido do produtor, iniciando posteriormente a leitura do primeiro livro da trilogia, e declarando: "No início, eu pensei que seriam coisas do tipo ação e aventura, mas depois percebi que era muito mais emocional que isso. Há uma quantidade enorme de tristeza [no livro]". Ela também comentou que contou com o apoio da própria escritora do romance e da atriz Jennifer Lawrence, que interpreta Katniss na adaptação cinematográfica, para a composição da música. Para as letras, a Lionsgate pediu da artista a escrita de versos que interpretassem o ponto de vista de Katniss Everdeen, a protagonista do filme. Dias depois, Swift se reuniu em um estúdio de gravação com Burnett, para a elaboração de uma música que viria a ser "Safe & Sound". Inicialmente, apenas ela constituía os vocais, até o produtor sugerir a participação da dupla The Civil Wars. A intérprete ficou entusiasmada com a colaboração, afirmando ser uma grande fã deles.

## Desenvolvimento e composição
"Safe & Sound" foi escrita pela própria cantora ao lado de Burnett, e da dupla Joy Williams e John Paul White, que constituem o The Civil Wars, e segundo Swift, foi criada em apenas duas horas em estúdio. O processo de gravação e composição ocorreu em um estúdio na casa do produtor, localizada em Los Angeles, e exigiu rapidez dos profissionais, pois o The Civil Wars deveria se dirigir a um show que tinham naquela noite na cidade. Após ser concluído o processo de produção, Swift voltou ao estúdio para conferir o resultado final do trabalho, afirmando ter se surpreendido com a "beleza da produção escassa de Burnett", e declarando: "Quando chegamos para ouvir a faixa, eu fiquei surpresa com a moderação. Ele [o produtor] criou um som etéreo sem torná-lo em um hino de grande batalha". Quanto à sonoridade lenta da faixa, a artista comentou que poderia trabalhar mais em sua produção sonora, a fim de deixar a canção com um aspecto sonoro superior, mas que talvez pudesse ter sido um erro, ressaltando que o produtor achou genial deixar o produto final semelhante à uma canção de ninar. Já o título da obra, "Safe & Sound", só foi criado após a composição, pois segundo Swift, quando estava escrevendo "só queria lidar com a empatia, uma espécie de lado mais sensível, com o lado amargo da história", e não estava se preocupando com o seu nome. Ela também comentou que se surpreendeu ao saber que esta faixa havia sido escolhida como o primeiro single do álbum The Hunger Games: Songs from District 12 and Beyond, pois era como uma "canção de ninar", e por fim afirmou que fora uma experiência incrível, porque simplesmente aconteceu. Já Joy Williams comentou que sua dupla sempre costuma compor sozinha suas obras, mas que trabalhar com Swift e Burnett foi bastante natural. Swift por sua vez, comentou: "Eu realmente amei escrever com The Civil Wars, porque eu sou uma grande fã do trabalho deles. Eu estou sempre tentando aprender com as pessoas que eu admiro. Uma das coisas mais impressionantes que eu já vi, foi estar gravando a música depois que tínhamos escrito, e vendo Joy e JP [membros do The Civil Wars] com essas harmonias tão complexas em questão de minutos. Eles estão em sincronia musical, era como assistir a um par de gêmeos falando uma linguagem secreta. Eu acho que 'Safe & Sound' é diferente de tudo que eu já fiz parte antes, e estou muito orgulhosa disso".
Musicalmente, "Safe & Sound" está escrita na chave de Sol maior, com um metrônomo de 72 batidas por minuto. Os vocais da artista principal variam entre a nota sol de três oitavas e ré de cinco. O The Civil Wars faz uma participação na faixa como coro de apoio. Suas letras se diferenciaram dos trabalhos anteriores de Swift, pois na maioria de suas canções ela costuma retratar a si mesma e os seus relacionamentos, fazendo com que a mesma afirmasse posteriormente: "Entrar na mente de Katniss foi um descanso maravilhoso. É intenso demais escrever sobre a minha própria vida, minha própria luta. Praticamente, é como se eu estivesse de férias ao escrever sob a perspectiva de outra pessoa". A cantora também disse que para ela "Safe & Sound" representa a empatia e compaixão que Katniss sente por Rue, Peeta e Prim em diferentes partes do livro.
| “ | Eu realmente gostei de escrever na visão [de Katniss]. Eu escrevo de forma tão pessoal e autobiográfica na maior parte do tempo, que foi realmente refrescante me colocar no lugar de outra pessoa e tirar dela suas emoções, em vez de minhas próprias. O mundo de Katniss, as motivações e as prioridades são diferentes da minha. Eu gostei de focar em emoções humanas básicas como a compaixão e o medo, porque isso é tudo que você tem quando você está simplesmente tentando sobreviver. | ” |

## Recepção

### Crítica
| Críticas profissionais | Críticas profissionais |
| Avaliações da crítica  | Avaliações da crítica  |
| Fonte                  | Avaliação              |
| ---------------------- | ---------------------- |
| PopCrush               | [ 10 ]                 |
| Entertainment Weekly   | mista                  |
| Country Universe       | B                      |
| Allmusic               | positiva               |
| Billboard              | positiva               |
| Rolling Stone          | [ 14 ]                 |

Após o seu lançamento, "Safe & Sound" recebeu comentários em sua maioria positivas da crítica especializada. Amy Sciarretto do site PopCrush disse que a música era um "presente de natal" antecipado da cantora, já que a faixa foi lançada em 23 de dezembro. Em sua crítica, ela afirmou que a sonoridade possui um tom mais sombrio e amaldiçoado que os outros trabalhos da intérprete, e que a "natureza pós-apocalíptica", cadenciada pela canção se assemelha com o enredo de The Hunger Games. Em seguida, concluiu: "'Safe & Sound' é sussurrada, etérea, inebriante, não espumante e leve. Swift escreve suas canções confessionais e sinceras para um público jovem, mas aqui, ela está explorando o seu lado sombrio. A canção invoca a guitarra e o gelo, já os vocais em camadas soam como alguém cantando em torno de uma fogueira na mata, enquanto você está contando histórias de terror que não são exatamente falsas". Sciarretto terminou sua resenha premiando a obra com quatro estrelas e meia de cinco, e dizendo que era a música mais madura de Swift que já ouviu. Já Darren Franich do Entertainment Weekly foi dividido em seu comentário, declarando que é uma "cantiga um pouco estranha, e que está a milhas de distância dos costumes romances de baladas de Swift". Ele também comentou que a melodia é adequada para o tom sombrio de The Hunger Games, mas que não sentiu a sensação de triunfo nas letras e nem nos vocais da artista, afirmando que "soa mais como uma lamentação fúnebre em um cântico de vitória, especialmente porque a música continua com uma percussão leve que soa como soldados marchando para a sua condenação". Logo depois, elogiou a faixa ao concluir que nas canções mais atuais feitas para trilhas sonoras estão escassas os ritmos populares, afirmando que "Safe & Sound" é uma exceção. Ele terminou afirmando o seguinte: "Estou intrigado com o tom [musical] que Swift e o The Civil Wars dão para essa canção, que são impressionantes - me dá a esperança de que o filme [The Hunger Games] seja tão duro e sincero quanto o livro".
Dan Milliken do Country Universe disse que em "Safe & Sound" "Swift inclina à natureza terrestre, ao estilo misterioso de seus colaboradores, produzindo uma canção de ninar, cuja pequena cadência dá um toque mentiroso para a garantia de paz e segurança de seus poemas líricos. Essa tensão funciona bem especialmente se você estiver familiarizado com o livro ou o enredo do filme, mas funciona fora desse contexto, também. Enquanto isso, o suspiro fantasmagórico de Swift não consegue corresponder com os do The Civil Wars quanto ao impacto, mas seu timbre juvenil evoca muito bem os protagonistas da história, já que eles são os próprios jovens enredados em circunstâncias escuras". Ele concluiu sua resenha dando uma nota "B" para a obra. Em uma crítica positiva ao álbum The Hunger Games: Songs from District 12 and Beyond, Heather Phares do Allmusic afirmou que "Safe & Sound" era a música mais importante do livro, uma canção de ninar triste e que é repetida em vários momentos chaves da história [de The Hunger Games], e declarou: "Felizmente, é feito com justiça por Taylor Swift e The Civil Wars, que dão um calor reconfortante para as suas letras potencialmente assustadoras". Jason Lipshutz da revista Billboard comentou que a faixa é um "hino decididamente 'não-Swiftiana' que abraça o folk da trilha sonora. Como vocal de apoio da estrela country, o The Civil Wars adicionam um pouco de seriedade ao som melancólico da obra". Já Jody Rosen da Rolling Stone classificou a música com quatro estrelas de cinco, afirmando ser a "balada mais bonita de Swift".

### Prêmios e indicações
"Safe & Sound" recebeu duas indicações no Grammy Awards de 2013. Na primeira categoria, Best Country Duo/Group Performance, que é voltada para músicas country cantadas por mais de uma pessoa, a obra perdeu para "Pontoon", do grupo Little Big Town. Já na segunda, a de Best Song Written for Visual Media, que premia a melhor música do ano composta para uma obra visual, saiu vitoriosa, vencendo inclusive a canção "Abraham's Daughter" do Arcade Fire, que também havia sido escrita para a trilha sonora de The Hunger Games. O single também trouxe a Swift sua primeira indicação ao Globo de Ouro, evento voltado ao cinema e à televisão. Indicada para "Melhor Canção Original", da edição de 2013 da premiação, acabou perdendo a estatueta para Adele com "Skyfall", escrita para o filme homônimo. A faixa também recebeu uma nomeação para a CMA Award e duas na CMT Music Awards, principais cerimônias de música country; entretanto perdeu nas três categorias para Kenny Chesney, Carrie Underwood e Brad Paisley.

## Vídeo musical

### Desenvolvimento e enredo

Durante o vídeo musical, Taylor é vista vagando por uma floresta. Wendy Geller do Yahoo! disse que "O céu nublado, a iluminação cinzenta do ambiente e a casa abandonada em ruínas que ela explora faz aumentar a vibração assustadora do vídeo".

O vídeo musical acompanhante para "Safe & Sound" foi dirigido por Philip Andelman, e gravado em uma floresta, um cemitério e em uma cabana de madeira de Watertown, Tennessee. Durante as filmagens, a artista comentou: "Estou muito animada com isso. Este é provavelmente o meu vídeo favorito que eu já cheguei a fazer. O meu favorito absoluto". Swift também revelou que o videoclipe contém várias referências à série The Hunger Games, e que os fãs desse best-seller devem reconhecer. "Eu senti como se estivesse realmente precisando prestar uma homenagem a este filme e contar essa história". Ela afirmou que esse foi diferente de seus outros trabalhos, pois não está acostumada em inserir simbolismos em seus clipes.
A produção se inicia com os membros do The Civil Wars tocando os arranjos iniciais da música em frente à uma lareira, alternando para cenas de uma floresta, onde Swift é vista caminhando apenas com uma camisola branca e descalça, mesmo com a baixa temperatura do local. Enquanto caminha, pode ser visto ao fundo árvores sendo queimadas, que é uma das referências do vídeo para o best-seller. Na tomada seguinte, a cantora senta-se em cima de uma lápide de um casal de 1853, e logo depois, entra em uma casa aparentemente abandonada, onde encontra um broche de mockingjay, um dos símbolos mais emblemáticos de The Hunger Games. Nas cenas finais, a artista é vista parada descalça sob um lago gélido e, em seguida, avistando um cervo no meio do nevoeiro, que se transforma em fumaça. A produção termina com o céu um pouco mais ensolarado, e ela virada de costas para a câmera enquanto continua a peregrinar pela floresta.
Durante a cena da lápide, Swift afirmou: "É um dos meus momentos favoritos do vídeo. Há esse grande foco [da câmera]. Eu estava apavorada, e eu sou a aberração dessa história. Estava lá sentada e pensando: 'Como foram as suas vidas?' E aqui estamos nós, centena de anos depois, filmando um vídeo musical em seu túmulo. Isso é loucura... É realmente estranho, considerando que o filme [The Hunger Games] é sobre como ela [Katniss Everdeen, a protagonista da história] lida com a vida e com a morte. Foi o que surgiu em minha mente". Já Joy Williams afirmou: "Pensamos que [o enredo] seria bonito. Nós nunca fizemos parte de uma produção de vídeo como essa - com orçamento. Tudo o que fizemos foi filmar em uma tomada única, então foi divertido assistir a todos os mecanismos [usados] nele. Foi surpreendentemente suave, e todos sabiam o que estavam fazendo", disse referindo-se às tomadas na lareira. "Ele [o diretor] conseguiu reunir as cenas tão rapidamente que foi incrível ver o quão bom elas se estabelecem".
Tanto Swift quanto os dois membros do The Civil Wars afirmaram ser fãs da série The Hunger Games, por isso os três insistiram em fazer um vídeo que se influenciasse em elementos do romance, mas de forma que não fosse tão literal para evitar confundir os ouvintes que não estão familiarizados com a história. Durante as gravações, a artista passou frio, pelo fato de estar vestindo apenas uma camisola branca e estar descalça nas baixas temperaturas, "Estava tão frio. Foi congelante. Eu estava tremendo o tempo todo e tentando evitar mostrar isso quando as câmeras estavam me filmando. Eu estava vestindo uma camisola vintage 1920 que não fornece muito calor. Eu não fiquei doente. Pensei que ia ficar doente. Esse foi o lado positivo".

### Lançamento e recepção
Para o lançamento do vídeo musical, Swift fechou um acordo com a Viacom, proprietária de canais como a MTV, VH1 e CMT, para estrear a produção em várias de suas plataformas. A data escolhida pela artista foi 13 de fevereiro, pois o treze é o seu número da sorte, e a expectativa foi que 600 milhões de pessoas do mundo inteiro pudessem acompanhar a estreia do vídeo através da MTV ou do VH1 de sua região. Durante uma entrevista, o presidente da Viacom, Van Toffler afirmou: "Não tenho certeza se já fizemos uma estreia global de um videoclipe em todos os nossos canais a nível nacional e muito menos mundial. Será uma grande maneira de alcançar centenas de milhares de pessoas em todo o mundo e deixá-los sabendo sobre o filme e a música". O videoclipe de "Safe & Sound" foi exibido pela primeira vez na data prevista em um programa especial da MTV estadunidense, a MTV News às 19h54 (horário local), e foi transmitido simultaneamente em suas filiais no Canadá, Europa, América Latina, Austrália, Ásia e África.
Após o seu lançamento, o vídeo recebeu críticas positivas. Wendy Geller do Yahoo! disse: "Quando se pensa em Taylor Swift, palavras como doce, borbulhante e otimista vêm à mente. Certamente não fúnebre, certo? [...] O mal humorado clipe etéreo - que homenageia o filme The Hunger Games - certamente é um ponto de partida para a estrela geralmente ensolarada. No entanto, Swift, assim como praticamente qualquer coisa que faz, consegue pregar sua parte perfeitamente [no vídeo]. [...] Ela se torna em uma figura espectral de si mesma, com o seu rosto fantasmagórico e pálido ao ar livre, aparentemente sem maquiagem, e os pés descalços, vagando com um longo vestido branco. O céu nublado, a iluminação cinzenta do ambiente e a casa abandonada em ruínas que ela explora faz aumentar a vibração assustadora do vídeo". Já Jessica Sager do PopCrush afimou que o videoclipe era maçante, e que em sua atmosfera misteriosa explora temas como a vida e a morte, concluindo que "Taylor Swift é tão alegre e borbulhante que a atmosfera úmida de "Safe & Sound" é chocante". Ela citou a cena em que a intérprete está sentada em cima de uma lápide como uma reflexão do sentimento de perda presente em The Hunger Games, dizendo também que a artista personifica ainda mais o tema da morte nas tomadas em que é vista deitada na sujeira e caminhando na beira de um córrego.

## Faixas e formatos
"Safe & Sound" foi lançado digitalmente nos Estados Unidos em 23 de dezembro de 2011, contendo apenas uma faixa de quatro minutos e um segundo. Três dias depois, o single entrou em venda na iTunes Store de outros países, como no Canadá e no Brasil.
| Download digital |                |         |  |
| N.º              | Título         | Duração |  |
| 1.               | "Safe & Sound" | 4:01    |  |

## Safe & Sound (Taylor's Version)
No dia 16 de Março de 2023, Taylor Swift anunciou através de suas redes sociais que estaria lançando no dia 17 de março a regravação da música, conhecida como Taylor's Version em comemoração a estréia da The Eras Tour — sua nova turnê.
A regravação da canção, agora é intitulada como "Safe & Sound (feat Joy Williams and John Paul White) (Taylor's Version)", devido ao fim do duo The Civil Wars em 2014. Além dela, Swift também lançou as canções "Eyes Open (Taylor's Version)", também da trilha sonora do primeiro Jogos Vorazes, "If This Was a Movie (Taylor's Version)", presente na versão deluxe do álbum Speak Now e a inédita "All Of The Girls You Loved Before", música descartada do álbum Lover — lançado por Taylor em 2019, e que tinha sido vazada no início de março de 2023, após alguns fãs da cantora pagarem 4 mil dólares para um insider que teve acesso a canção.
A regravação das canções ocorre após toda a polêmica envolvendo a compras das masters de todas as músicas lançadas pela cantora na sua antiga gravadora — a Big Machine Records — pelo empresário Scooter Braun em 2019.

## Desempenho nas paradas musicais
Durante seus dois primeiros dias, "Safe & Sound" vendeu mais de 136 mil downloads pagos nos Estados Unidos. Esse feito levou a canção para a 19.ª posição da Digital Songs, uma parada musical da Billboard que lista as músicas mais vendidas a cada semana nos EUA. Consequentemente, atingiu a 30.ª da Billboard Hot 100, que é outra parada musical publicada pela mesma revista, que lista não só as músicas mais vendidas, mas também as mais executadas em rádios estadunidenses, considerada a principal do país. Entretanto, em seus dias subsequentes as vendas caíram, e só voltaram a subir após a divulgação de seu vídeo musical em fevereiro, que inseriu a obra de volta ao Hot 100 no número 56. Outra ocasião que fez a venda da música disparar foi o lançamento do álbum The Hunger Games: Songs from District 12 and Beyond, do qual faz parte, em maio de 2012, que fez a faixa listar-se no 35.º posto. No total, ficou por dezessete semanas na lista das cem músicas mais vendidas e tocadas dos Estados Unidos, recebendo o disco de platina duplo da Recording Industry Association of America (RIAA) pelas mais de 2 milhões de cópias equivalentes vendidas no país. Até novembro de 2017, foram vendidas cerca de 1 milhão e 900 mil unidades da canção no país.
Em regiões fora dos Estados Unidos, o desempenho da obra foi mais moderado. Em 20 de março de 2012, esteve na 84.ª posição na parada musical da Bélgica. Publicações seguintes, ocupou a 62.ª após três semanas em ascensão.  Na Austrália, a canção estreou no trigésimo oitavo posto em 25 de março de 2012, e na Nova Zelândia debutou na 22.ª ocupação, atingindo a 11.ª, o seu pico máximo, semanas depois. Já no Reino Unido, a faixa posicionou-se na 67.ª colocação, ficando por apenas uma semana entre os cem mais vendidos.
| Parada musical (2012)                    | Melhor posição |
| ---------------------------------------- | -------------- |
| Austrália - ARIA Charts                  | 38             |
| Bélgica - Ultratop 50 (Flandres)         | 62             |
| Canadá - Canadian Hot 100                | 31             |
| Coreia do Sul - Gaon International Chart | 42             |
| Estados Unidos - Billboard Hot 100       | 30             |
| Nova Zelândia - RIANZ                    | 11             |
| Reino Unido - UK Singles Chart           | 67             |

| País                  | Certificação | Vendas    |
| --------------------- | ------------ | --------- |
| Austrália - ARIA      | Platina      | +70.000   |
| Estados Unidos - RIAA | Platina      | 1.900.000 |

## Histórico de lançamento
| País           | Data                   | Gravadora   | Formato          |
| -------------- | ---------------------- | ----------- | ---------------- |
| Estados Unidos | 23 de dezembro de 2011 | Big Machine | Download digital |
| Brasil         | 26 de dezembro de 2011 | Big Machine | Download digital |
| Canadá         | 26 de dezembro de 2011 | Big Machine | Download digital |